# Aegialornis gallicus
Aegialornis gallicus (лат.) — вид вымерших птиц из семейства Aegialornithidae отряда стрижеобразных. Остатки были обнаружены в Керси во Франции и относятся к позднему эоцену. У них довольно длинная и узкая плечевая кость, по сравнению с современными стрижиными, что свойственно и другим представителям рода Aegialornis.
Вид был описан Ричардом Лидеккером в 1891 году вместе с родом Aegialornis и семейством Aegialornithidae. В 1908 году Гайяр описал Cypselavus gallicus, а в 1988 году Иржи Мликовский описал Cypseloides mourerchauvireae. Синонимичность Aegialornis gallicus и Cypselavus gallicus была показана Чарльзом Коллинзом в 1976 году, а синонимичность Aegialornis gallicus и Cypseloides mourerchauvireae — Геральдом Майром в 2002 году.

## Обнаружение
В 1891 году английский натуралист Ричард Лидеккер описал остатки Aegialornis gallicus. Фоссилии были обнаружены в отложениях в Керси (фр. Phоsphorites du Quercy) в департаменте Ло во Франции. Лидеккер использовал богатый материал: было обнаружено 13 плечевых костей, 3 локтевые кости, 11 пястных костей, 3 фаланги и 2 коракоида. Годом позже французский зоолог Альфонс Мильн-Эдвардс описал Tachyornis hirundo, остатки которого были обнаружены в тех же отложениях, и в том же году синонимизировал этот вид с Aegialornis gallicus. Опасаясь конфликта с современным родом Tachornis, Мильн-Эдвардс присвоил новое родовое имя — Belornis. Клод Гайяр (фр. Claude Gaillard) в 1908 году обнаружил большое количество остатков Aegialornis gallicus в музеях Парижа и Лиона, некоторые из них были крупнее остальных.
В 1908 году Гайяр на основании трёх плохо сохранившихся костей, хранящихся в музеях Мюнхена и Базеля, описал Cypselavus gallicus. Кроме того, учёным был описан ископаемый вид Aegialornis leenhardti (первоначальное описание содержит опечатку — Aegialornis leehnardti, — которая была исправлена американским орнитологом Пирсом Бродкорбом в 1971 году). В 1978 году французский палеонтолог Сесиль Муре-Шовире отнесла к Cypselavus gallicus ещё несколько костей, обнаруженных во Франции.
В 1988 году на основании остатков из музея естествознания в Вене чешский орнитолог Иржи Мликовский описал новый вид, получивший название Cypseloides mourerchauvireae в честь профессора Сесиль Муре-Шовире, которая много работали именно над исследованиями в отложениях Керси. Неизвестно, кто и когда обнаружил эти остатки, скорее всего они были куплены музеем во второй половине XIX века. Возможно, они относятся к 1870-х годам, когда в Керси шли интенсивные раскопки.
В целом ископаемые остатки из Керси принадлежат периоду от позднего эоцена (бартонский ярус) до раннего олигоцена, однако состояние породы, в которой были обнаружены остатки данного вида, ограничивает временной интервал поздним эоценом. К этому же периоду принадлежат остатки, обнаруженные Муре-Шовире. Остатков Aegialornis gallicus, относящихся к раннему олигоцену не обнаружено.

## Описание
Американский орнитолог Чарльз Коллинз (англ. Charles T. Collins) в 1976 году говорил о сохранившихся 20 плечевых костях и 26 цевках. Плечевая кость короткая и мощная, но она по меньшей мере в два раза длиннее плечевой кости большинства других ископаемых стрижей, что также свойственно другим представителям Aegialornis. Дорсальный надмыщелковый отросток (лат. supracondylar process) расположен на дистальном конце плечевой кости, на одном уровне с проксимальным концом плечевой ямки, и хорошо развит. Голотип Aegialornis gallicus включает также правую большеберцовую кость. По мнению Мликовского, у ископаемых остатков американских стрижей (Cypseloides) схожее строение тибиотарзуса.
Aegialornis gallicus меньше, чем Aegialornis leenhardti, но крупнее двух других известных представителей Aegialornis, а также крупнее Primapus, которого Майр также относит к семейству Aegialornithidae. Мликовский сравнивал размеры Cypseloides mourerchauvireae и Cypseloides ignotus, который был описан Коллинзом в 1976 году по остаткам из отложений на территории Гароннской низменности во Франции. Наибольший проксимодистальный размер тибиотарзуса Aegialornis gallicus составляет 32,6 мм (против 21,1 мм у Cypseloides ignotus), наибольший латеромедиальный размер на дистальном конце — 6,6 мм (против 2,2 мм), наименьший краниокаудальный размер ствола кости — 1,3 мм (против 1,0 мм), наименьший латеральномедиальный — 1,4 мм (против 0,9 мм). Таким образом, Мликовский делает вывод, что Aegialornis gallicus заметно крупнее Cypseloides ignotus. Гайяр приводил длину плечевой кости Aegialornis gallicus — 26 мм, ширину на проксимальном конце — 8,5 мм, на дистальном — 5 мм. Проксимальная фаланга среднего пальца крыла имеет схожее строение и пропорции с проксимальной фалангой у современного козодоя Хорсфильда (Caprimulgus macrurus). Общая длина фаланги составляет 12 мм, толщина на верхнем конце — 3,5 мм, на нижнем — 2 мм.

## Систематика
В 1891 году английский натуралист Ричард Лидеккер описал остатки Aegialornis gallicus вместе с новым родом Aegialornis и семейством Aegialornithidae. В 1908 году Клод Гайяр описал Cypselavus gallicus и новый монотипический род Cypselavus. Коллинз полагал, что Cypselavus gallicus похож на представителей ископаемого семейства Aegialornithidae, в частности, у него схожие размеры плечевой кости. Мликовский объединил данный вид с Aegialornis leenhardti, полагая, что остатки последнего относятся к более крупному экземпляру. Он синонимизирует Cypselavus gallicus с Palescyvus escapmensis, выделенным из остатков Cypselavus gallicus российским палеонтологом Александр Карху в 1988 году. Карху, показывая отличия данных остатков от Jangornis tesselatus из Адыгеи, не привёл никаких оснований для отделения Palescyvus escapmensis от Cypselavus gallicus. Геральд Майр в 2002 году заключил, что Aegialornis gallicus и Cypseloides mourerchauvireae являются синонимами.
Харрисон, оставляя четырёх представителей рода Aegialornis в отдельном семействе, относил Cypselavus gallicus к семейству древесных стрижей (Hemiprocnidae). При этом он считал, что Aegialornis можно включить в качестве подсемейства в семейство древесных стрижей и сократить таким образом количество семейств. В работе Мликовского Cypselavus продолжает оставаться отдельным родом в составе семейства. Майр вынес семейство Aegialornithidae, в которое к началу XXI века были включены четыре вида рода Aegialornis и монотипический род Primapus, за пределы краун-группы стрижеобразных. Cypseloides ignotus — другой ископаемый вид, первоначально отнесённый к роду американских стрижей (Cypseloides), — был расположен им в краун-группе стрижеобразных до внесения в него совиных козодоев, ранее он получил название Procypseloides ignotus. При этом Майр полагает, что Procypseloides ignotus является одним из самых древних известных представителей краун-группы стрижеобразных. Современные представители подсемейства Cypseloidinae обитают исключительно на американском континенте, преимущественно в тропических районах.